# Radikal 164
Radikal 164 mit der Bedeutung „Alkohol“ ist eines von zwanzig der 214 traditionellen Radikale der chinesischen Schrift, die mit sieben Strichen geschrieben werden.
Mit 56 Zeichenverbindungen in Mathews’ Chinese-English Dictionary gibt es relativ viele Schriftzeichen, die unter diesem Radikal im Lexikon zu finden sind.
Das Radikal Alkohol nimmt nur in der Langzeichen-Liste traditioneller Radikale, die aus 214 Radikalen besteht, die 164. Position ein. In modernen Kurzzeichen-Wörterbüchern kann er sich an ganz anderer Stelle finden. Im Neuen chinesisch-deutschen Wörterbuch aus der Volksrepublik China steht er zum Beispiel an 193. Stelle.
Das Schriftzeichen entwickelte sich aus der bildlichen Darstellung einer Amphore mit engem Mund, dickem Bauch und Henkel. Warf man diese Amphore ins Wasser, füllte sie sich und richtete sich, sobald sie voll war, auf.
Orakelknochen und Siegelschrift-Form zeigen ein flaschenförmiges Gefäß mit einer Füllung Wein. Wein, Schnaps ist die Ur-Bedeutung von 酋. Die Zeichen des Radikals stehen daher in diesem Sinnzusammenhang: 醇 (= edler Wein), 酤 (= Wein kaufen oder verkaufen), 酬 (= chou = einen Toast ausbringen), 醉 (zui = betrunken), 醒 (xing = zur Besinnung kommen). Bei der Herstellung eines alkoholischen Getränks spielt die alkoholische Gärung 发酵 (fajiao) eine entscheidende Rolle. 酱油 (jiangyou = Sojasauce) und 醋 (cu = Essig) sind zwar keine alkoholischen Flüssigkeiten, doch fanden die Chinesen ihren Herstellungsprozess vergleichbar, so dass sie das Zeichen 酋 (you) als Sinnträger beifügten. Auch ein säuerlicher Geschmack kommt dem alkoholischer Getränke nahe, weshalb sauer 酸 (suan) ebenfalls mit 酋 (you) geschrieben wird.
Das Zeichen für Wein, Schnaps 酒 (jiu), erhielt später das Radikal 85, Wasser (氵 shui) vorangestellt: so dass 酋 (you) hier zugleich als Laut- und Sinnträger fungiert.
酋 (= Häuptling) bedeutete eigentlich lange gelagerter Wein (陈酒 chenjiu). Das Siegelschrift-Zeichen zeigt die Weinflasche, zwei kurze Striche oben weisen darauf hin, dass ihr der starke Duft des Weines entweicht.

## Schriftzeichenverbindungen, die vom Radikal 164 regiert werden
| Striche | Zeichen                                   |
| ------- | ----------------------------------------- |
| +0      | 酉                                        |
| +02     | 酊 酋                                     |
| +03     | 酌 配 酎 酏 酐 酑 酒                      |
| +04     | 酓 酔 酕 酖 酗 酘 酙 酚 酛 酜 酝 酞       |
| +05     | 酟 酠 酡 酢 酣 酤 酥                      |
| +06     | 酦 酧 酨 酩 酪 酫 酬 酭 酮 酯 酰 酱       |
| +07     | 酲 酳 酴 酵 酶 酷 酸 酹 酺 酻 酼 酽 酾 酿 |
| +08     | 醀 醁 醂 醃 醄 醅 醆 醇 醈 醉 醊 醋 醌    |
| +09     | 醍 醎 醏 醐 醑 醒 醓 醔 醕 醖 醗          |
| +10     | 醘 醙 醚 醛 醜 醝 醞 醟 醠 醡 醢 醣 醤    |
| +11     | 醥 醦 醧 醨 醩 醪 醫 醬                   |
| +12     | 醭 醮 醯 醰 醱                            |
| +13     | 醲 醳 醴 醵 醶 醷 醸                      |
| +14     | 醹 醺 醻                                  |
| +16     | 醼                                        |
| +17     | 醽 醾 醿 釀                               |
| +18     | 釁 釂                                     |
| +19     | 釃 釄                                     |
| +20     | 釅                                        |

 Im Unicodeblock Kangxi-Radikale ist das Radikal 164 unter der Codepointnummer 12.195 (U+2FA3) codiert.